# Province de Yunguyo
La province de Yunguyo (en espagnol : Provincia de Yunguyo) est l'une des treize provinces de la région de Puno, au sud du Pérou. Son chef-lieu est la ville de Yunguyo.

## Géographie
La province couvre une superficie de 290,21 km2. Elle est limitée au nord par la Bolivie, à l'est et à l'ouest par le lac Titicaca et au sud par la province de Chucuito.

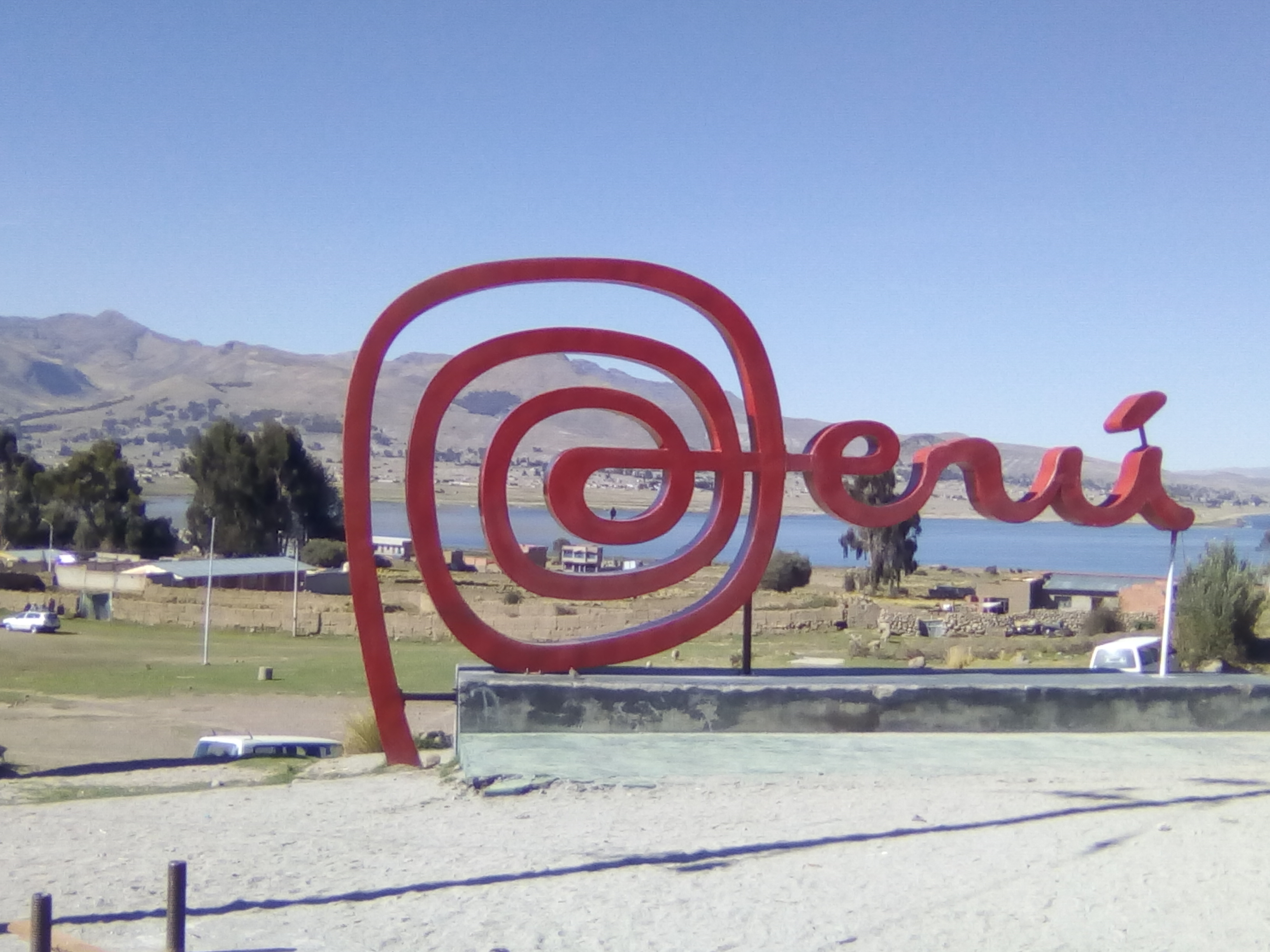
A la frontière avec la Bolivie

## Population
La population de la province s'élevait à 50 672 habitants en 2005.

## Subdivisions
La province de Yunguyo est divisée en sept districts :
- Anapia
- Copani
- Cuturapi
- Ollaraya
- Tinicachi
- Unicachi
- Yunguyo